# East Staffordshire
East Staffordshire est un district non métropolitain du Staffordshire, en Angleterre. Sa population est de 113 583 habitants (2011).

## Composition
Le district est composé des paroisses civiles suivantes:
- Abbots Bromley
- Anglesey
- Anslow
- Barton-under-Needwood
- Blithfield
- Branston
- Brizlincote
- Burton
- Croxden
- Denstone
- Draycott in the Clay
- Dunstall
- Ellastone
- Hanbury
- Hoar Cross
- Horninglow and Eton
- Kingstone
- Leigh
- Marchington
- Mayfield
- Newborough
- Okeover
- Outwoods
- Ramshorn
- Rocester
- Rolleston on Dove
- Shobnall
- Stanton
- Stapenhill
- Stretton
- Tatenhill
- Tutbury
- Uttoxeter
- Uttoxeter Rural
- Winshill
- Wootton
- Wychnor
- Yoxall